# 十河镇
十河镇，是中华人民共和国安徽省亳州市谯城区下辖的一个乡镇级行政单位。

## 行政区划
十河镇下辖以下地区：
十河村、宋大村、王合拉村、孙瓦村、大周村、梅城村、李小村、孙大村、佟营村、位李村、路楼村、穆楼村、卞铺村、杨岗村、褚刘村和西关村。